# Жювиньи (Эна)
Жювиньи́ (фр. Juvigny) — коммуна во Франции, находится в регионе Пикардия. Департамент коммуны — Эна. Входит в состав кантона Суасон-1. Округ коммуны — Суасон.
Код INSEE коммуны — 02398.

## Население
Население коммуны на 2010 год составляло 280 человек.
| 1962 | 1968 | 1975 | 1982 | 1990 | 1999 | 2010 |
| ---- | ---- | ---- | ---- | ---- | ---- | ---- |
| 340  | 350  | 299  | 298  | 283  | 275  | 280  |

## Экономика
В 2010 году среди 175 человек трудоспособного возраста (15—64 лет) 134 были экономически активными, 41 — неактивными (показатель активности — 76,6 %, в 1999 году было 71,0 %). Из 134 активных жителей работали 118 человек (72 мужчины и 46 женщин), безработных было 16 (8 мужчин и 8 женщин). Среди 41 неактивных 13 человек были учениками или студентами, 10 — пенсионерами, 18 были неактивными по другим причинам.